# Straža pri Oplotnici
Straža pri Oplotnici este o localitate din comuna Oplotnica, Slovenia, cu o populație de 69 de locuitori.